# احمد رحمت‌الله
احمد رحمه الله (انگلیسی: Ahmed Rahmatullah؛ زادهٔ ۲۲ ژوئیهٔ ۱۹۸۶) یک بازیکن فوتبال اهل قطر است.